# Apuim-de-costas-azuis
Apuim-de-costas-azuis (nome científico: Touit purpuratus) é uma espécie de ave da família dos psitacídeos.
Pode ser encontrada na Colômbia, Equador, Guianas, Peru, Suriname, Venezuela, e no Brasil.

## Subespécies
São reconhecidas duas subespécies:
- Touit purpuratus viridiceps (Chapman, 1929) - sudeste da Colômbia até o sul da Venezuela, leste do Equador e nordeste do Peru.
- Touit purpuratus purpuratus (Gmelin, 1788) - sul da Venezuela até as Guianas e norte da Amazônia brasileira.